# Nogometni Klub Osijek 2020-2021
Questa voce raccoglie le informazioni riguardanti il Nogometni Klub Osijek nelle competizioni ufficiali della stagione 2020-2021.

## Stagione
L'Osijek partì male in campionato conquistando un solo punto nelle prime tre partite, risultati che costarono l'esonero al tecnico Ivica Kulešević, a cui subentrò Nenad Bjelica. Con il nuovo allenatore la compagine si riprese centrando sei vittorie consecutive che permisero alla squadra di risalire al secondo posto e di inserirsi nella lotta per il titolo. Alla ventinovesima giornata solo tre punti distaccavano l'Osijek dalla vetta occupata dalla Dinamo Zagabria con la possibilità di agganciarla in caso di vittoria nello scontro diretto nella giornata successiva, ma Osijek-Dinamo terminò 1-1, lasciando invariato il distacco. Due pareggi e una sconfitta nelle successive tre partite fecero allontanare la capolista a più dieci, divario ormai incolmabile (mancavano solo tre giornate alla conclusione del campionato). L'Osijek si piazzò al secondo posto a sette punti dalla Dinamo campione.
In Coppa di Croazia l'Osijek fu eliminato ai quarti dal Rijeka mentre in Europa League fu eliminato al secondo turno preliminare dal Basilea.

## Rosa
Aggiornata al 4 maggio 2021
| N. |                           | Ruolo | Calciatore          |
| -- | ------------------------- | ----- | ------------------- |
| 1  | Croazia (bandiera)        | P     | Ivica Ivušić        |
| 2  | Brasile (bandiera)        | D     | Igor Silva          |
| 3  | Brasile (bandiera)        | D     | Talys               |
| 4  | Brasile (bandiera)        | D     | Guti                |
| 5  | Ungheria (bandiera)       | C     | László Kleinheisler |
| 7  | Croazia (bandiera)        | C     | Vedran Jugović      |
| 8  | Rep. del Congo (bandiera) | C     | Merveil Ndockyt     |
| 9  | Croazia (bandiera)        | A     | Ante Erceg          |
| 10 | Ucraina (bandiera)        | C     | Dmytro L'opa        |
| 11 | Albania (bandiera)        | A     | Eros Grezda         |
| 12 | Croazia (bandiera)        | C     | Petar Bočkaj        |
| 13 | Argentina (bandiera)      | A     | Ramón Miérez        |
| 15 | Croazia (bandiera)        | P     | Marko Barešić       |
| 17 | Croazia (bandiera)        | C     | Petar Brlek         |
| 18 | Spagna (bandiera)         | D     | José Caro           |

| N. |                     | Ruolo | Calciatore       |
| -- | ------------------- | ----- | ---------------- |
| 19 | Croazia (bandiera)  | C     | Mihael Žaper     |
| 20 | Slovenia (bandiera) | D     | Mario Jurčević   |
| 21 | Croazia (bandiera)  | D     | Mile Škorić      |
| 22 | Croazia (bandiera)  | D     | Danijel Lončar   |
| 23 | Croazia (bandiera)  | D     | Filip Mekić      |
| 24 | Ungheria (bandiera) | A     | Ádám Gyurcsó     |
| 25 | Croazia (bandiera)  | C     | Marin Pilj       |
| 26 | Croazia (bandiera)  | A     | Ivan Santini     |
| 30 | Austria (bandiera)  | A     | Mihret Topčagić  |
| 33 | Croazia (bandiera)  | P     | Antonijo Ježina  |
| 35 | Croazia (bandiera)  | A     | Dion Drena Beljo |
| 39 | Slovenia (bandiera) | A     | Damjan Bohar     |
| 44 | Croazia (bandiera)  | C     | Josip Vuković    |
| 77 | Croazia (bandiera)  | D     | Mato Miloš       |
| 98 | Ucraina (bandiera)  | D     | Yevhen Cheberko  |

## Risultati

### Prva HNL
| Osijek 15 agosto 2020, ore 20:05 CEST (UTC+2) 1ª giornata | Osijek     | 0 – 0 referto | Slaven Belupo | Stadio Gradski vrt (0 spett.)\| Arbitro: \| Ivan Bebek \| |
| Arbitro:                                                  | Ivan Bebek |               |               |                                                           |

| Arbitro: | Mario Zebec |

|             |           |                             |
| Jugović 43’ | Marcatori | 34’ Jairo 36’ (rig.) Caktaš |

| Arbitro: | Mario Zebec |

|                                                            |           |            |
| Gavranović 5’ Ademi 71’ Andrić 81’ (rig.) Tolić 86’ (rig.) | Marcatori | 48’ Grezda |

| Arbitro: | Marko Matoc |

|                                  |           |  |
| Jugović 5’ Bočkaj 38’ Miérez 75’ | Marcatori |  |

| Arbitro: | Ivan Bebek |

|  |           |           |
|  | Marcatori | 15’ Žaper |

| Arbitro: | Marin Vidulin |

|                                 |           |            |
| Miérez 45+2’ (rig.) Grgić 90+7’ | Marcatori | 84’ Lovrić |

| Arbitro: | Ante Čuljak |

|  |           |                        |
|  | Marcatori | 68’, 75’ (rig.) Miérez |

| Arbitro: | Marko Matoc |

|  |           |           |
|  | Marcatori | 47’ Bohar |

| Arbitro: | Dario Kulušić |

|                           |           |            |
| Pilj 9’ Miérez 40’ (rig.) | Marcatori | 73’ Chajia |

| Arbitro: | Fran Jović |

|            |           |            |
| Čolina 55’ | Marcatori | 23’ Miérez |

| Arbitro: | Duje Strukan |

|                    |           |  |
| Pilj 54’ Žaper 90’ | Marcatori |  |

| Arbitro: | Goran Pečarić |

|              |           |                                                 |
| Špoljarić 7’ | Marcatori | 31’ Miérez 45’ (rig.) Bohar 68’ Žaper 75’ Erceg |

| Arbitro: | Fran Jović |

|                  |           |            |
| Andrijašević 64’ | Marcatori | 83’ Bočkaj |

| Arbitro: | Goran Pečarić |

|           |           |  |
| Bohar 60’ | Marcatori |  |

| Arbitro: | Fran Jović |

|                                       |           |            |
| Dieye 13’ Kalik 54’, 65’ Mitrović 77’ | Marcatori | 49’ Miérez |

| Arbitro: | Igor Pajač |

|            |           |  |
| Škorić 18’ | Marcatori |  |

| Arbitro: | Ivan Bebek |

|  |           |                                  |
|  | Marcatori | 18’, 35’ (rig.) Miérez 58’ Bohar |

| Arbitro: | Duje Strukan |

|                   |           |  |
| Miérez 30’ (rig.) | Marcatori |  |

| Arbitro: | Dario Kulušić |

|                                 |           |  |
| Brlek 45+3’ Žaper 52’ Bohar 55’ | Marcatori |  |

| Arbitro: | Ivan Bebek |

|                             |           |  |
| Kleinheisler 59’ Miérez 89’ | Marcatori |  |

| Arbitro: | Ivan Bebek |

|           |           |  |
| Oršić 15’ | Marcatori |  |

| Arbitro: | Duje Strukan |

|                 |           |  |
| Miérez 25’, 69’ | Marcatori |  |

| Arbitro: | Goran Pečarić |

|                      |           |                                    |
| Peco 16’ Herrera 21’ | Marcatori | 52’ (rig.), 78’ Miérez 68’ Santini |

| Arbitro: | Ivan Bebek |

|                  |           |           |
| Bohar 88’ (rig.) | Marcatori | 55’ Dieye |

| Arbitro: | Mario Zebec |

|  |           |                                                   |
|  | Marcatori | 49’ Santini 13’ Kleinheisler 47’ Miérez 85’ Erceg |

| Arbitro: | Marin Vidulin |

|                             |           |  |
| Kleinheisler 14’ Miérez 79’ | Marcatori |  |

| Arbitro: | Fran Jović |

|  |           |                      |
|  | Marcatori | 30’ Miérez 88’ Erceg |

| Arbitro: | Dario Kulušić |

|                         |           |                              |
| Bogojević 36’ Knöll 52’ | Marcatori | 45+1’ Žaper 71’ Kleinheisler |

| Arbitro: | Ivan Bebek |

|  |           |            |
|  | Marcatori | 48’ Miérez |

| Arbitro: | Mario Zebec |

|           |           |          |
| Erceg 64’ | Marcatori | 5’ Majer |

| Fiume 25 aprile 2021, ore 17:00 CEST (UTC+2) 31ª giornata | Rijeka     | 0 – 0 referto | Osijek | Stadion Rujevica (0 spett.)\| Arbitro: \| Fran Jović \| |
| Arbitro:                                                  | Fran Jović |               |        |                                                         |

| Arbitro: | Dario Kulušić |

|            |           |             |
| Miérez 74’ | Marcatori | 69’ Obregón |

| Arbitro: | Ivan Bebek |

|             |           |  |
| Jovičić 49’ | Marcatori |  |

| Arbitro: | Marin Vidulin |

|                                      |           |  |
| Santini 65’ Miérez 73’ Gyurcsó 90+3’ | Marcatori |  |

| Arbitro: | Dario Kulušić |

|  |           |                              |
|  | Marcatori | 60’ Kleinheisler 90+2’ Bohar |

| Arbitro: | Duje Strukan |

|                              |           |             |
| Kleinheisler 34’ Beljo 90+2’ | Marcatori | 41’ Ivančić |

Fonte: Croatian Football Federation

### Coppa di Croazia
| Arbitro: | Marino Majstorović |

|           |           |                                                                 |
| Prpić 51’ | Marcatori | 10’ (rig.) Erceg 14’ Lončar 24’ Miérez 27’ Jugović 47’ Mišković |

| Arbitro: | Mario Zebec |

|  |           |                                    |
|  | Marcatori | 38’ Bočkaj 52’, 75’ Pilj 82’ Lyopa |

| Arbitro: | Mario Zebec |

|            |           |                      |
| Škorić 14’ | Marcatori | 7’, 71’ (rig.) Murić |

Fonte: Federazione calcistica della Croazia

### UEFA Europa League
| Arbitro: | José Luis Munuera Montero |

|                 |           |                        |
| Majstorović 84’ | Marcatori | 18’ Cabral 44’ Stocker |

Fonte: uefa.com